# Giuseppe Barbieri (scrittore)
Giuseppe Barbieri (Bassano del Grappa, 26 dicembre 1774 – Torreglia, 10 novembre 1852) è stato uno scrittore e poeta italiano.

## Biografia

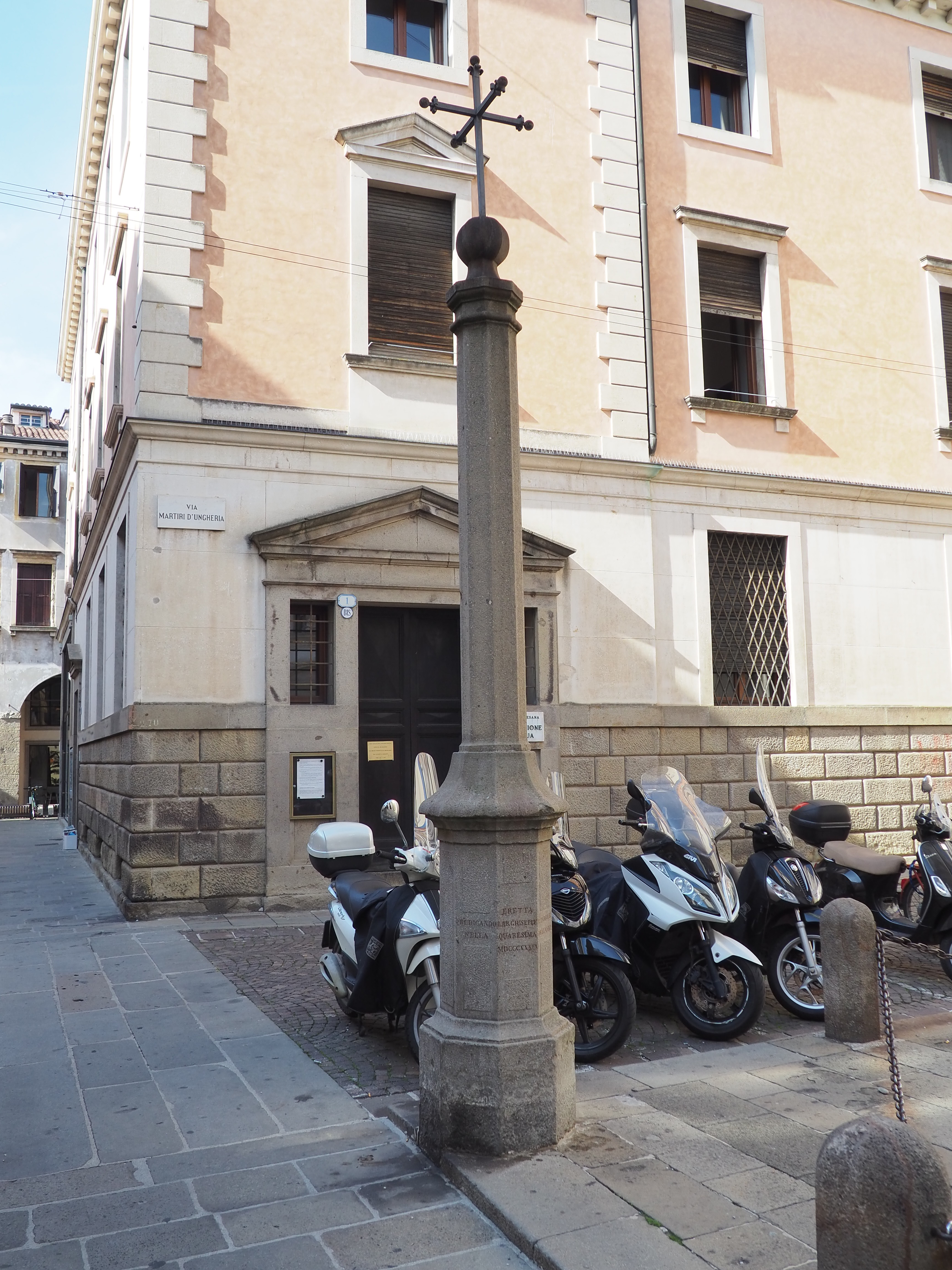
Padova, via Santa Lucia, la colonna con croce votiva, realizzata in trachite, posta nei pressi della chiesa di Santa Lucia ed eretta a memoria dell'abate Giuseppe Barbieri nel 1839.

Nacque a Bassano del Grappa da Antonio e Anna Lantana; studiò lettere nel seminario di Treviso, teologia e giurisprudenza nell'Università di Padova. Nel 1795 entrò nell'abbazia di Praglia con l'incarico all'insegnamento di retorica nel Collegio. Nel 1808 dovette lasciare l'abbazia: alcune fonti affermano per motivi di salute, altre per ragioni politiche. In questa occasione avrebbe trasmesso al nipote Luigi Barbieri alcune ricette per la produzione di liquori benedettini, dando lo spunto per la nascita della ditta Fratelli Barbieri. Nello stesso anno, fu chiamato a coprire la cattedra lasciata vacante da Melchiorre Cesarotti, di filologia greca e latina nell'Università di Padova.
Si dedicò all'oratoria sacra. In uno scritto biografico Intorno ai miei studi narra l'inizio delle sue prove oratorie: la prima in una solennità di Nostra Donna, nella chiesetta di una famiglia nobiliare, la seconda nella chiesa parrocchiale di Tramonte ai campagnuoli. Dopo il poemetto I Colli Euganei, tentò anche il racconto in versi, narrando le vicende dell'avventurosa Serenella, relegata nel castello di Pendice.
Passò i suoi ultimi anni a Torreglia, dove s'era acquistato una casetta, attendendo alle cure del giardino e dei campi e conversando coi campagnoli; qui scrisse le "Veglie tauriliane", un inno pacato alla serena solitudine dei Colli Euganei.
Fu precettore di Giovanni Battista Giuseppe Albrizzi, figlio della scrittrice e animatrice di un noto salotto letterario, Isabella Teotochi Albrizzi.
Nel 1839 a Padova a sua memoria viene eretta, ai margini del sagrato della chiesa di Santa Lucia, a Padova, una colonna in trachite con croce votiva.

## Opere
(elenco parziale)
- Opere dell'ab. Giuseppe Barbieri, Padova, Seminario, 1811
- Veglie tauriliane, Padova, Valentino Crescini, 1821
- Prose accademiche ed altre del professor Giuseppe Barbieri da Bassano, Firenze, Chiari, 1829
- Orazioni quaresimali del professore abbate Giuseppe Barbieri, Milano, Vallardi, 1837
- Nuove orazioni quaresimali del professore abbate Giuseppe Barbieri, Milano, Vallardi, 1841
- I Colli Euganei, poemetto di Giuseppe Barbieri socio della R. Accademia di scienze, lettere ed arti di Padova, Padova, Penada, 1806
- Opere complete Sacro-Oratorie del Professore Abate GIUSEPPE BARBIERI Seconda edizione Napolitana volume I e II Napoli nel gabinetto Letterario Largo Trinità Maggiore n. 6.7.e 8 1850